# Helius (Helius) destitutus
Helius (Helius) destitutus is een tweevleugelige uit de familie steltmuggen (Limoniidae). De soort komt voor in het Neotropisch gebied.